# Salvador García Bahamonde
Salvador García-Baamonde o Bahamonde, novelista español del siglo XIX.

## Biografía
Poco se sabe sobre él. Era de ideología conservadora, absolutista, y una persona con su nombre ejerció como prestamista en Madrid al menos en 1838, cuando la contribución extraordinaria de la primera guerra carlista lo dejó en descubierto. Su obra es importante porque fue uno de los primeros en cultivar el género de la novela histórica en España, defendiendo siempre la gloria y honor de su misión histórica, por ejemplo, en Xicotencatl (1831), donde enaltece la figura de Hernán Cortés , al contrario que en Jicotencal, la obra anónima publicada en Filadelfia en 1826 y escrita, según todos los indicios, por el liberal español Félix Mejía.

## Obras
- Alocución poética en celebridad del día de nuestro Augusto Soberano El Sr. D. Fernándo séptimo (q.D.g.) Recitada en el Teatro..., Cartagena: R. Puchol, 1824.
- El templo de la Paz ó el vaticinio: Dráma heroico alusivo á la unión de los españoles Cartagena:  Ofic. de R. Puchol, 1824.
- Los Solitarios , ó desgraciados efectos de una guerra civil, novela histórica del siglo XVI. Valencia, Imprenta de J. de Orga, 1831.
- Xicotencal, príncipe americano: novela histórica del siglo XV (sic), 1831.
- Julio y Carolina, ó la fuerza de la gratitud: Comedia en cinco actos, Valencia, [s. n.], 1831.
- Los Árabes en España, ó Rodrigo, último rey de los Godos: Novela histórica del siglo VIII. Valencia: Imprenta de José de Orga, marzo de 1832.
- Rodrigo, último rey de los godos: drama original español en variedad de metros, dividido en tres jornadas y siete cuadros, Impr. Sanchiz, 1839.